# Polycarpa gracilis
Polycarpa gracilis is een zakpijpensoort uit de familie van de Styelidae. De wetenschappelijke naam van de soort is voor het eerst geldig gepubliceerd in 1877 door Heller.